# Viaduc des Fades
Pour les articles homonymes, voir Fade.
Le viaduc des Fades est un viaduc ferroviaire français lancé au-dessus de la Sioule, entre les communes de Sauret-Besserve et des Ancizes-Comps, dans le département du Puy-de-Dôme. Ses deux piles en maçonnerie traditionnelle, qui culminent à plus de 92 mètres, détiennent toujours le record du monde de la hauteur de leur catégorie. Il demeure encore à ce jour le plus haut pont de chemin de fer de France.
Cet ouvrage d'art livre passage à la ligne de chemin de fer de Lapeyrouse à Volvic (tronçon de la relation de Clermont-Ferrand à Montluçon-Ville, via le plateau des Combrailles), dont l’exploitation a été suspendue le 9 décembre 2007 par la direction régionale de la SNCF pour raisons de sécurité, son mauvais état résultant de son manque d’entretien. D'après son statut domanial, c'est aujourd'hui une ligne neutralisée.

## Toponymie et légende locale
Le toponyme « Fade » provient de l’occitan fada « fée ». Le « fada » est devenu l’expression populaire pour qualifier l’individu un peu fou ou le simple d’esprit, mais dans le sens étymologique profond du mot, le « fada » c’est aussi le fou « inspiré », car, s’il a perdu la raison ou qu’il accomplit des actes déraisonnables, c’est qu’il a été « touché par le doigt d’une fée ». 
L'écrivain Benezet Vidal, dans son roman Jan Combralha, retranscrit une légende locale en occitan au sujet du nom du viaduc. Cette légende affirme que des fées (« fadas » en langue occitane) vivent sur les berges de la Sioule.
Il existe plusieurs variantes de la « légende » des Fades faisant intervenir les fées. L’histoire la plus plausible parvenue jusqu’à nous est celle-ci : au début du XIXe siècle, deux sœurs restées vieilles filles s’épuisaient à exploiter un pauvre moulin tout en bas de la vallée. Au soir de leur existence, sans doute inspirées par quelque bonne fée, elles eurent cette idée insensée : abandonner les économies de toute une vie pour la construction d’un petit pont, dans le but de faciliter la traversée de la Sioule aux voyageurs. Celui-ci, baptisé bientôt « le pont des Fadas » par quelques riverains suspects d’ingratitude, transmit son nom au lieu et de là au viaduc. 

## Aperçu historique

### Le projet
Cette ligne dénommée, à l'origine, « de Saint-Éloy à Pauniat » a été déclarée d’utilité publique le 22 juillet 1881. Le 20 mars 1893, elle était concédée à la Compagnie du chemin de fer de Paris à Orléans (PO). Entre 1893 et 1896, un projet de viaduc pour traverser la profonde vallée de la Sioule est étudié successivement par les ingénieurs des Ponts et Chaussées Dupin et Guillaume, sous la direction des ingénieurs en chef Daigremont puis Draux.
À partir du 1er novembre 1896, l'ingénieur Félix Virard reprend l’étude du projet, sous la direction de l’ingénieur en chef Abel Draux. Le 26 avril 1901, le projet présenté par Virard reçoit l’approbation ministérielle. Le 25 juillet suivant, la Société française de constructions mécaniques (Anciens Établissements Cail), dont les usines étaient à Denain (Nord), est déclarée adjudicataire des travaux. 
Le projet retenu consistait en un viaduc semi-métallique, composé de trois travées en acier et fer puddlé, à poutres droites et à treillis triple, de type Warren (ou plutôt Town, d'après les spécialistes de l'AFGC), reposant sur deux piles géantes édifiées en moellons de granit. Il était prévu un tablier unique, mais la survenue d'un glissement de terrain lors de la construction de la culée rive gauche (côté nord) nécessita le remplacement sur cette rive des deux arches en maçonnerie du projet initial par une travée métallique secondaire plus légère.

### Le chantier
Les travaux débutent le 28 octobre 1901. Bâties à chaux et à sable, les piles sont l'œuvre de la "corporation" des maçons itinérants de la Creuse. Elles offrent la particularité d’être évidées, ce qui a permis leur édification sans le concours d’échafaudages, les ouvriers ayant pu être acheminés à pied d’œuvre par l’intérieur, grâce à un monte-charge.
Le montage du tablier s'est effectué au moyen de deux "cages" volantes, une au départ de chaque rive. Épousant extérieurement le profil de l’ouvrage terminé, ces "cages" (on dirait plutôt aujourd’hui des équipages mobiles) renfermaient tous les outils nécessaires au bardage, à la pose et au rivetage des différentes pièces de l’ossature du tablier.  Les travées latérales de 116 mètres ont été montées, pour la première moitié, sur un échafaudage géant (constitué d’un platelage reposant sur deux piles provisoires en bois) et, pour la seconde, en porte-à-faux. La travée centrale de 144 mètres a été entièrement mise en place en encorbellement, les deux moitiés du tablier progressant au-dessus du vide à partir de chaque pile ; la jonction finale (ou clavage) s’est opérée le 18 mai 1909. Le 11 septembre, le viaduc était totalement achevé.
Du 14 au 16 septembre 1909, l'ouvrage d’art subit avec succès les épreuves de résistance, au moyen d’un train chargé de ballast dont le poids en configuration complète atteignait les 1 075 tonnes. Inauguré le 10 octobre 1909, sous la présidence de René Viviani, ministre du Travail, le viaduc des Fades était mis en service dix jours plus tard.

### Le viaduc des records.
Au moment de son inauguration en 1909, le viaduc des Fades figurait dans le trio de tête des plus hauts ponts du monde ! Seuls deux ponts plus anciens, mais de bien moindre envergure, dominaient le fond de leur vallée d’implantation à une hauteur supérieure : le pont suspendu routier de La Caille (147 m au-dessus du torrent des Usses [Haute-Savoie], 182 m de portée, lancé en 1839) et le pont ferroviaire de Santa Giustina (144 m au-dessus de la gorge de La Noce [Trentin–Haut-Adige, Italie], un arc métallique de 60 m de portée édifié en 1890). 
Dans la catégorie des ouvrages d’art ferroviaires les plus hauts, le viaduc des Fades prend encore rang, en 2024 :  
– à la soixante-sixième place mondiale ;
– à la seconde place européenne, derrière le viaduc de la Mala-Rijeka (Monténégro, 198 m) ;
– à la première place française, devant les viaducs de Garabit (122 m) et du Viaur (116 m).
Ses deux piles monumentales en moellons d'appareil culminent à plus de 92 m (hors fondations) ; elles restent les plus hautes piles de pont en maçonnerie traditionnelle jamais construites. Elles possèdent une base plus vaste qu’un court de tennis.
Alors que d'autres viaducs jouent sur l'élégance des courbes, celui des Fades voit triompher la rigueur de la poutre droite. Son tablier constitue l'un des plus beaux spécimens de ce type.

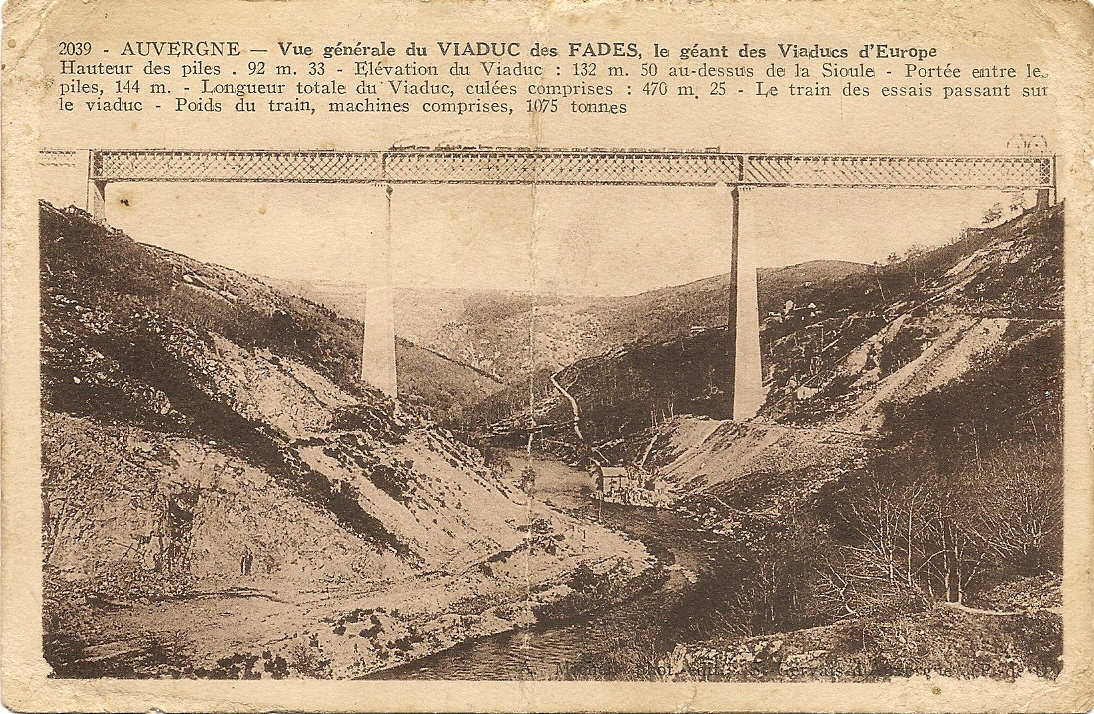
Le viaduc des Fades pendant les épreuves de résistance.
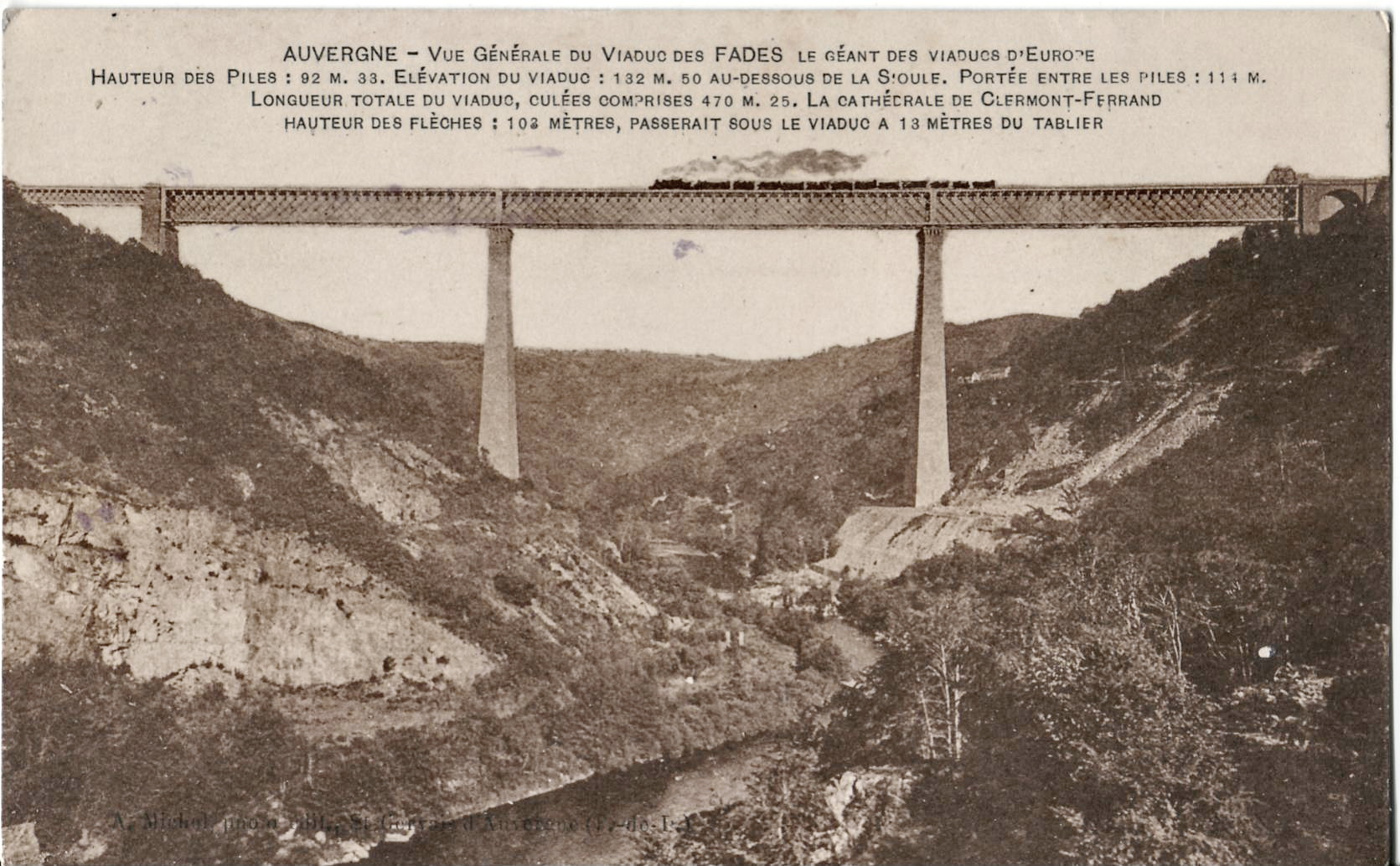
Plan large du viaduc, dans l'Entre-deux-guerres.
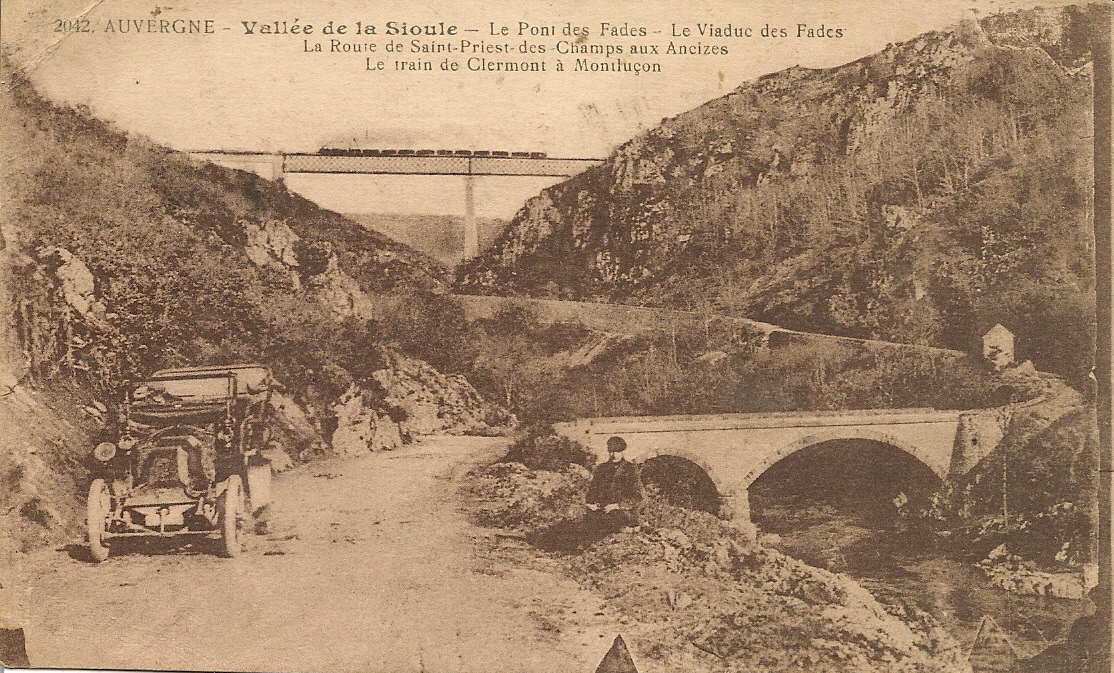
Le viaduc des Fades et l'ancien pont reliant Saint-Priest-des-Champs aux Ancizes.
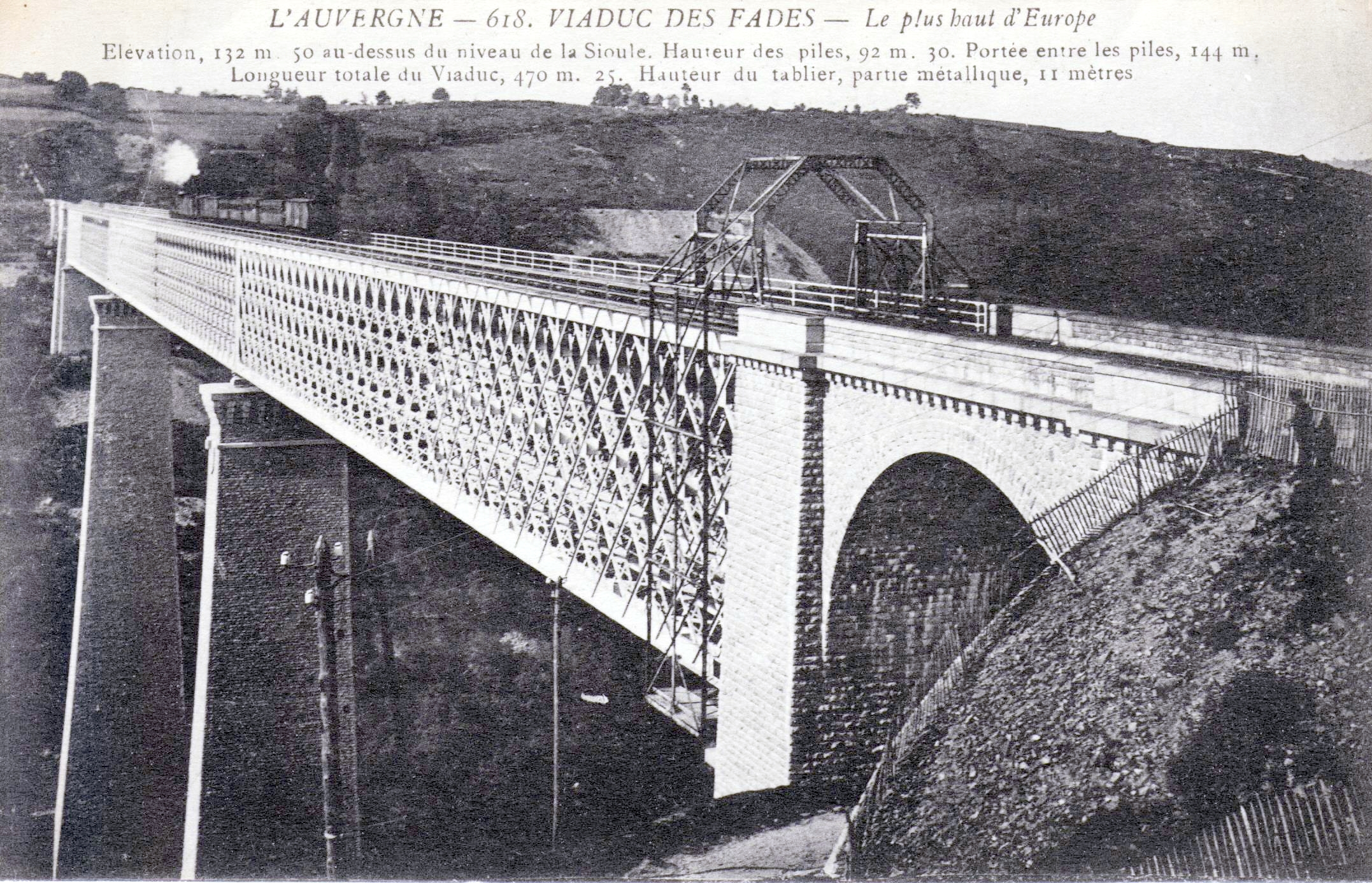
Le viaduc des Fades vu depuis la voie ferrée.

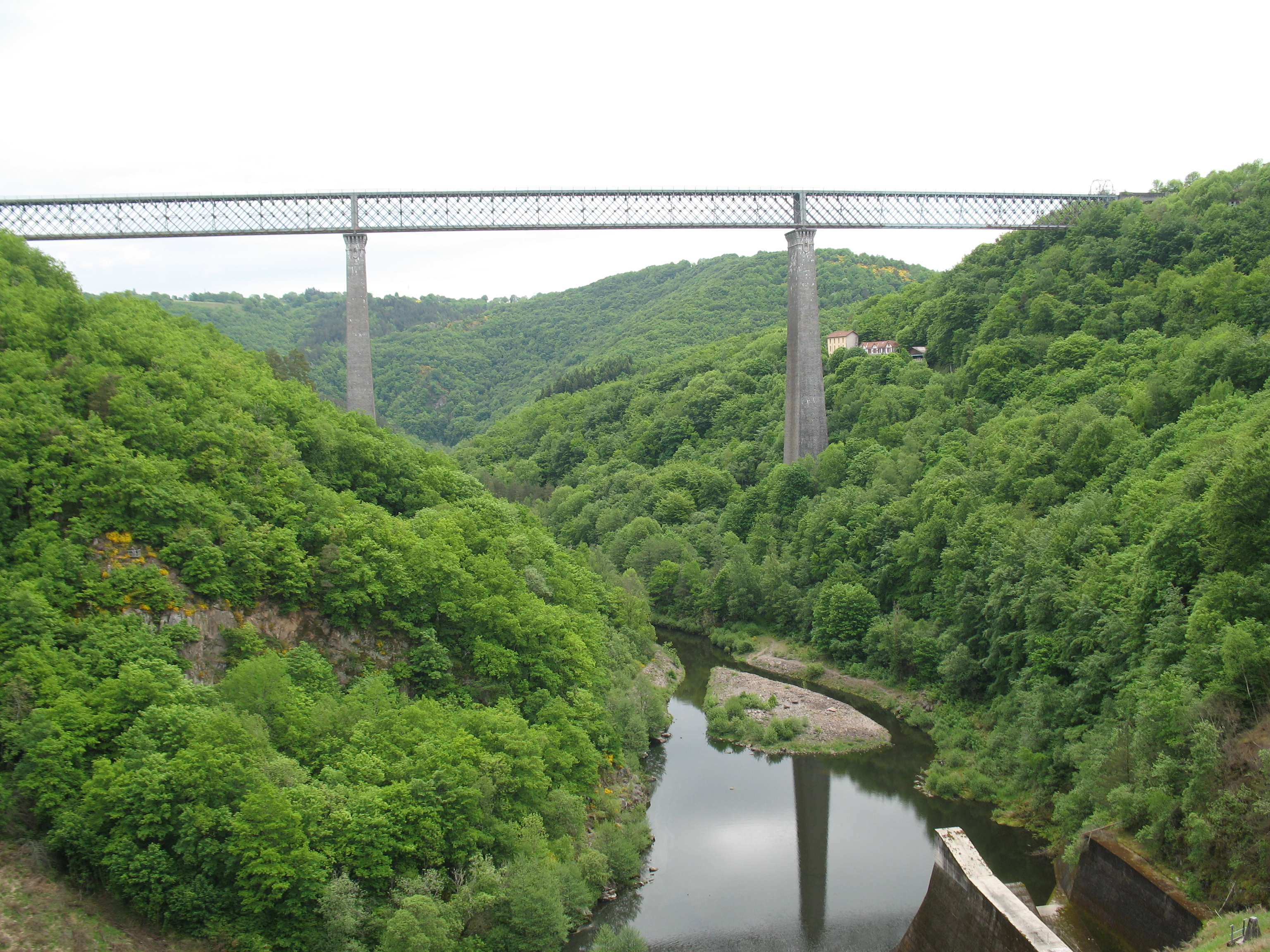
Viaduc des Fades (vue 2008).
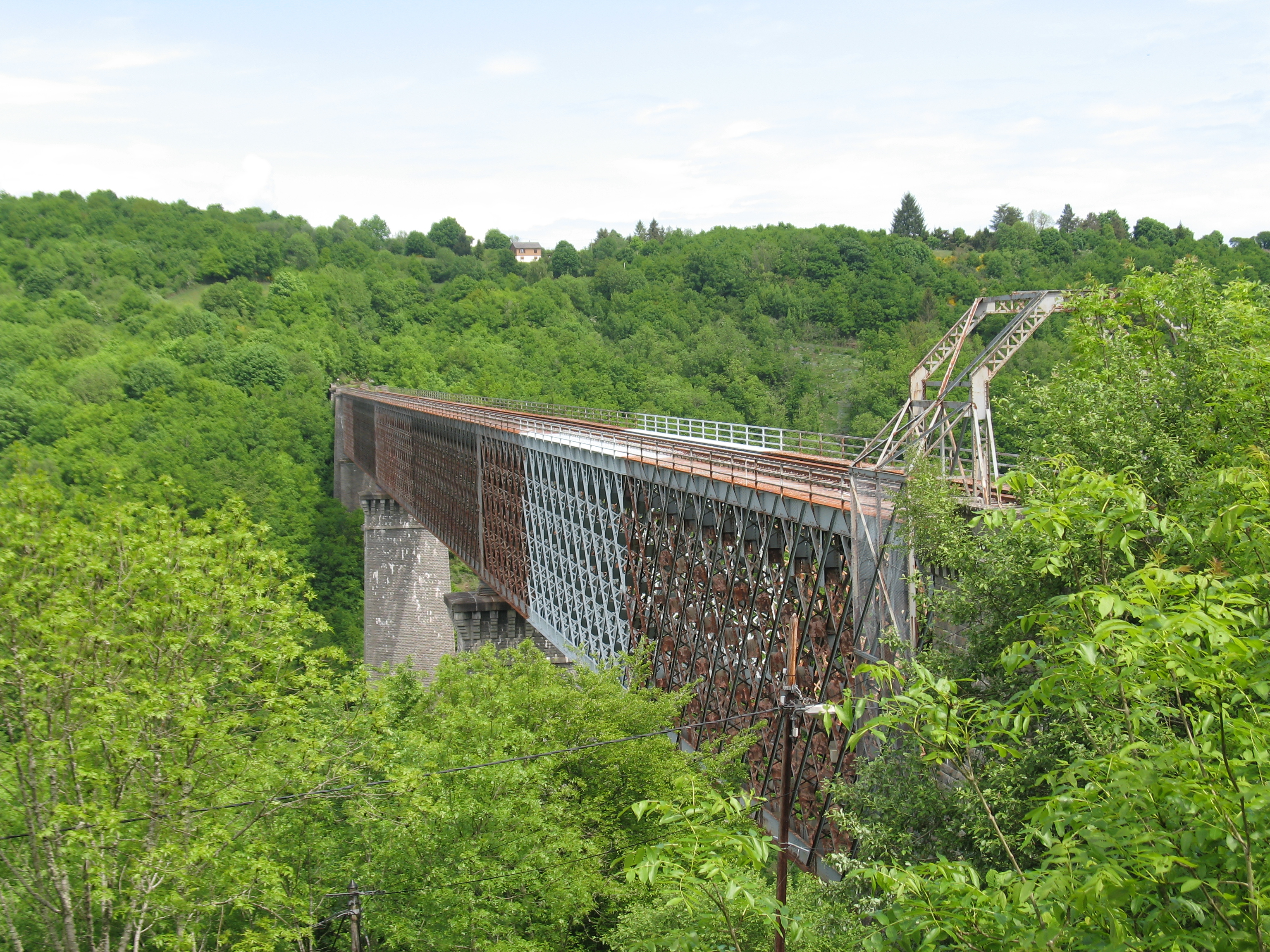
Viaduc des Fades (vue 2008).
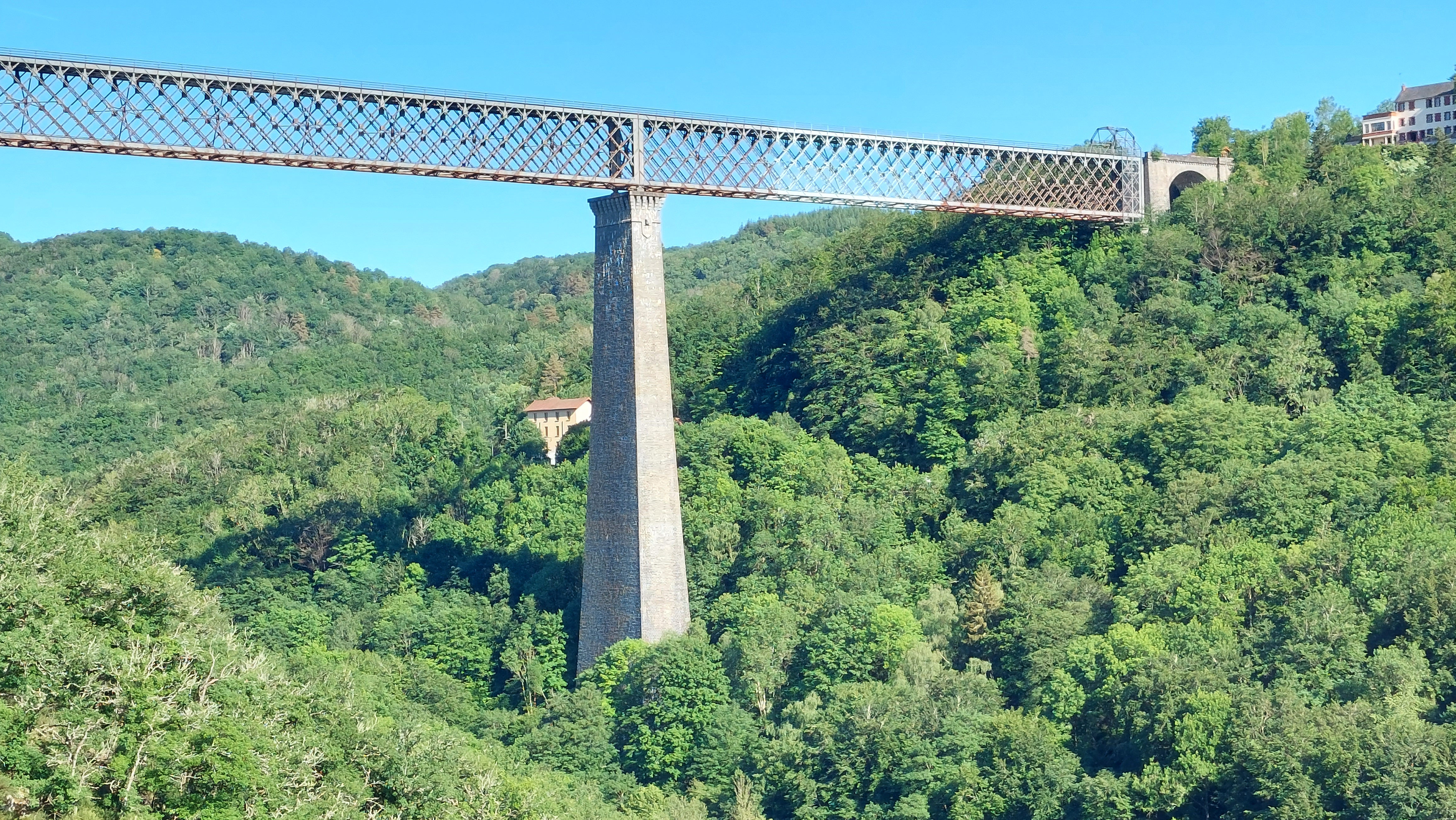
Vue 2022.
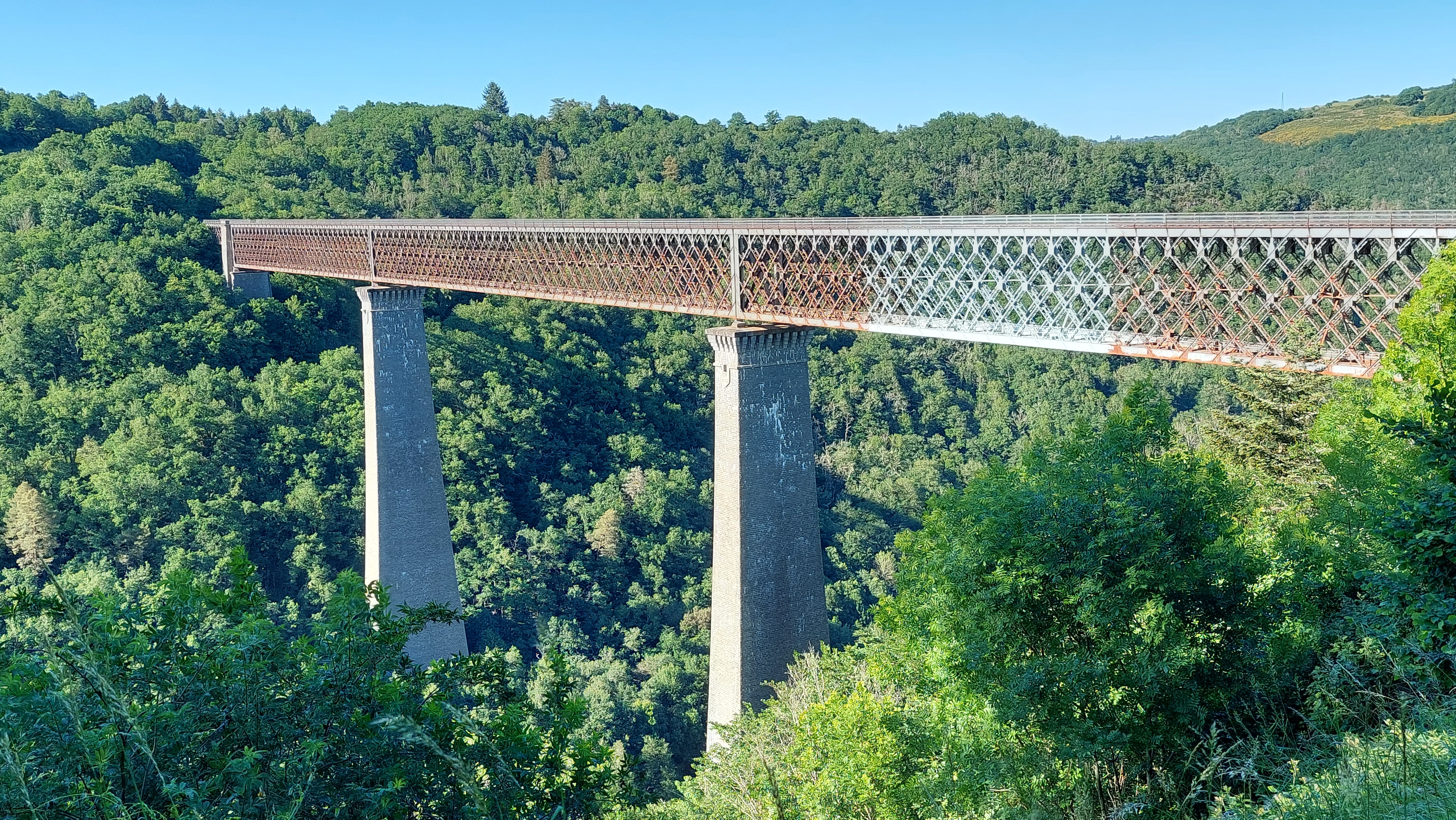
En 2022, vu depuis le lieu-dit Coureix.

### Maître d'ouvrage
Compagnie du chemin de fer de Paris à Orléans (PO).

### Maître d'œuvre
Ponts et Chaussées (quatrième lot d’infrastructure de la ligne dite « de Saint-Éloy à Pauniat ») ; Abel Draux (1894-1909), ingénieur en chef à Angoulême ; Félix Virard (1852-1910), ingénieur ordinaire à Limoges ; Joseph Barrère, chef de section, Henri-Étienne Dupré et Bonneau, sous-chefs de section aux Ancizes-Comps.

### Entrepreneur
Société française de constructions mécaniques (anciens établissements Cail) à Denain (Nord). Louis Le Chatelier (1853-1928), président. Auguste Thomas (1855-1930), directeur général. Ingénieurs : F. Cartier ; Arthur Dague (1861-1932) ; Émile Robert (1839-1927), directeur des travaux.

### Gestionnaire actuel
SNCF-Réseau (à compter du 1er janvier 2015).

### Coût total des travaux
3 671 866,75 francs de l’époque (y compris les dépenses sur la somme à valoir), soit 1 643 911 823,19 € valeur 2023 (compte tenu de l’érosion monétaire due à l’inflation, le pouvoir d’achat de 3 671 866,75 Fr en 1909 est donc le même que celui de 1 643 911 823,19 € en 2023).

### Protection
Inscrit sur l’inventaire supplémentaire des Monuments Historiques (arrêté du 28 décembre 1984, Journal officiel du 30 mars 1985 p. 3737) .

### Date d'inauguration de la mise en lumière
7 mai 1999.

### Mobilisation autour de l'ouvrage d'art
Par défaut d'entretien depuis 1982, le tablier métallique du viaduc se retrouve aujourd’hui dans un état de corrosion avancé qui risque de compromettre à terme la sécurité et la pérennité de l'ouvrage. Le 10 mars 2019, le viaduc des Fades a été retenu par la Fondation du patrimoine comme site emblématique de la région Auvergne Rhône-Alpes, dans le cadre de la mission pour la sauvegarde du patrimoine en péril confiée à l'animateur Stéphane Bern.
Grâce au tirage de l'édition 2019 du Loto du patrimoine, le viaduc a bénéficié d'un soutien financier de 500 000 euros qui permettra de mettre en route le projet de réhabilitation touristique du site initié par l'association Sioule et Patrimoine en partenariat avec la Fondation du patrimoine et les acteurs locaux. Dans le même temps, la campagne de souscription publique ouverte en 2007 par ladite association au profit de la restauration du tablier du viaduc a été relancée.
Au printemps 2020, SNCF Réseau, propriétaire actuel de l'édifice, a signé une convention de transfert de gestion avec la communauté de communes Combrailles Sioule et Morge. Ce qui a permis de concrétiser la première phase du projet, à savoir la mise en service, le 27 juin 2020  d'un parcours de 7,5 km en vélorail à assistance électrique entre l'ancienne gare des Ancizes-Saint-Georges et Les Fades, incluant le passage dans trois tunnels et la traversée du viaduc jusqu'en son milieu avant de devoir faire demi-tour et rejoindre le point de départ.

## Principales caractéristiques
- Longueur totale : 470,25 m (culées comprises).
- Hauteur du rail au-dessus du thalweg : 132,50 m (le plus haut viaduc ferroviaire de France et le deuxième au niveau européen, derrière le viaduc monténégrin de la Mala-Rijeka).
- Superficie totale en élévation : 32 767 m2.

### Lespiles
- Dimensions du massif des fondations : 23,61 m (L) x 12,78 m (l) x 6,00 m (P) (P = 14,80 m pour la pile de rive gauche).
- Hauteur totale au-dessus du massif des fondations : 92,33 m (record mondial : les plus hautes piles de pont en maçonnerie traditionnelle).
- Section à la base : 21,96 m x 11,64 m.
- Section au-dessous du couronnement : 11,00 m x 5,50 m.
- Dimensions du chapiteau de couronnement : 12,80 m (L) x 7,30 m (l) x 3,00 m (H).
- Volume total des maçonneries (piles et culées) : 37 135,20 m3.

### La culée de rive droite
- Longueur totale : 24 m.
- Hauteur maximale : 22 m.
- Ouverture de l’arche en maçonnerie : 14 m.

### La culée de rive gauche
- Longueur totale : 70,25 m (y compris un jeu de 0,30 m ménagé à chaque extrémité du petit tablier métallique pour permettre sa dilatation).
- Dimensions du petit tablier métallique : 52,90 m (L) x 5,50 m (l) x 5,82 m (H).
- Hauteur maximale de la pile à deux avant-corps : 32,90 m.
- Profondeur maximale des fondations de la pile à deux avant-corps : 44,64 m.
- Hauteur maximale de la culée extrême (côté nord) à un avant-corps : 9,50 m.

### Letabliermétallique
- Longueur totale : 375,40 m (non compris un jeu de 0,30 m ménagé à chaque extrémité près culée pour permettre la dilatation de l'ouvrage métallique).
- Largeur : 6,78 m (d’axe en axe des appuis) – 7,80 m (entre garde-corps).
- Hauteur : varie de 11,60 m à 11,67 m.
- Longueur des travées de rive : 115,70 m.
- Portée des travées de rive : 115,20 m (d’axe en axe des appuis).
- Portée de la travée centrale : 144 m (d’axe en axe des appuis).
- Nombre total de rivets d’assemblage : environ un million (dont 237 809 posés sur le chantier).
- Poids total actuel de la structure métallique : environ 2 604 tonnes.

Nota : une cage roulante épousant le profil extérieur du tablier principal et destinée à faciliter sa surveillance et son entretien a été installée à demeure dès l'origine ; elle pouvait circuler sur toute la longueur de l'ouvrage métallique. Cette cage existe toujours (voir photos) mais, ne répondant plus aux normes de sécurité actuelles, elle n'est plus utilisée.

## LesCongrès ordinaires de banalyse
Entre 1982 et 1991, tous les troisièmes week-ends du mois de juin, se sont tenus, à la halte ferroviaire des Fades, les « Congrès ordinaires de banalyse » fondés par deux universitaires rennais, Pierre Bazantay et Yves Hélias. La principale occupation des congressistes consistait à attendre « quiconque, ayant eu vent du Congrès des Fades, avait été fortement tenté de s'y rendre ». Les « banalystes » étaient des intellectuels - ou non -, portés - ou non - par les mouvements situationniste et surréaliste, venus de toute l'Europe.